# Paul Quesvers
Paul Quesvers, né le 23 septembre 1839 à Montereau-Fault-Yonne (Seine-et-Marne) et mort le 11 mai 1903 à Paris, est un historien local français spécialiste de sa ville natale.

## Biographie
Paul Quesvers est élevé par ses parents commerçants. Il commence des études dans la maison Poirier, réputée comme une institution sérieuse à l'époque et les continuent au petit séminaire d'Auxerre où son oncle l'abbé Duru l'accompagne dans son instruction. La mort de ce dernier modifie les projets du jeune Monterelais qui souhaite continuer ses études à l'École des Chartes.
Agréé au Tribunal de commerce de cette ville dès 1864, il entame son loisir d'étude de documents historiques l'année suivante. Il écrit ainsi beaucoup sur sa ville — Montereau-Fault-Yonne —, ses communes environnantes mais également sur le Gâtinais dans un cadre plus large. S'il rêve toute sa vie de rédiger une œuvre complète sur sa cité, il n'en fait publier que des chapitres détachés,.
Au début des années 1900, il est frappé par une lourde maladie et continue cependant ses travaux. Sentant sa fin approcher, il est reçu à la clinique parisienne des Frères hospitaliers de Saint-Jean-de-Dieu, rue Oudinot où il décède le 11 mai 1903,. Son legs — consistant en deux vitrines avec objets, des écrits sur Montereau ainsi que des œuvres picturales — est accepté par le conseil municipal de Montereau qui vote des remerciements à sa famille. Son testament contient également des indications relatives à sa sépulture : « Bien que ma sœur et moi possédions dans le cimetière de Montereau une concession perpétuelle, comme j'ai en horreur les concessions perpétuelles qui sont nécessairement, au bout d'un certain temps, laissées à l'abandon, j'entends que la ville de Montereau reprenne ma concession perpétuelle trente ans après ma mort ».

## Publications
Ouvrages
- [1874] Montereau-Fault-Yonne pendant la Fronde, Montereau-Fault-Yonne, Léon Zanotte, imprimeur, 1874, 47 p., In-16 (OCLC 458234936, BNF 31163370, SUDOC 204506077, présentation en ligne).
- [1887] Notice sur l'église Notre-Dame et St-Loup de Montereau-Fault-Yonne, Montereau-Fault-Yonne, impr. de L. Pardé, 1887, 132 p., 19 cm (OCLC 458234950, BNF 34123342, SUDOC 079806554, présentation en ligne).
- [1888] Deux noms de lieu disparus : Vieux-Marolles et Alsiacum, Paris, A. Picard, 1888, 24 p., in-8o (OCLC 1044708799, BNF 34134168, SUDOC 228687403, présentation en ligne).
- [1889] Usages locaux du canton de Montereau-Fault-Yonne (Seine-et-Marne), avec un avertissement, des notes et un appendice, Montereau-Fault-Yonne, impr. de G. Zanote (réimpr. 1901) (1re éd. 1889), X-41 p., in-8o (OCLC 458234965, BNF 31163380, SUDOC 131164309, présentation en ligne).
- [1889] De Montereau à Château-Landon : Noisy-Ville-Saint-Jacques-Flagy. Dormelles. Thoury-Ferrottes, Voux, Chevry-en-Sereine, Lorrez-Le-Bocage, Passy, Villebéon, Égreville, Chaintreaux et Souppes, Fontainebleau / Paris, impr. de E. Bourges / Res universis (réimpr. 1991) (1re éd. 1889), 183 p., 17 cm (ISBN 2-87760-671-6, OCLC 463716903, BNF 31163364, SUDOC 199561052).
- [1891] Le Château de St-Ange et son mobilier en 1797, Fontainebleau, Impr. de E. Bourges, 1891, 29 p., in-8o (BNF 34128191, SUDOC 255963270).
- [1891] L'Église de La Brosse-Montceaux, Montereau-Fault-Yonne, G. Zanote, 1891, 15 p., in-16° (BNF 34118035, SUDOC 258570210).
- [1891] Jacques Bontillot (Éd. scientifique), Le Vieux Montereau, Montereau-Fault-Yonne, Impr. de L. Pardé / CERHAME (réimpr. 1987, 1998 et 2003) (1re éd. 1891), 162 p., 21 cm (ISBN 2-904864-01-6, OCLC 462238786, BNF 34123340, SUDOC 001394630, présentation en ligne), [résumé].
- [1893] Notes sur les Cornu, seigneur de Villeneuve-la-Cornue, La Fontaine-Rablais et Fontenailles-en-Brie, Montereau-Fault-Yonne / Sens, imp.-lib. G. Zanote  / lib. Poulain-Rocher, 1893, 43 p., in-8o (OCLC 458234944, BNF 31163373, SUDOC 245282793, présentation en ligne, lire en ligne sur Gallica), p. 37-78.
- [1893] Note sur quelques paroisses de l'ancien diocèse de Sens, Sens, Poulain-Rocher / Hachette Livre (réimpr. 2013) (1re éd. 1893), 30 p., 23 cm (ISBN 2-0128-3417-5, OCLC 1143154398, BNF 34104980, SUDOC 254758746, présentation en ligne, lire en ligne sur Gallica).
- [1894] Gastins en Gâtinais ?, Fontainebleau, impr. M. Bourges, coll. « Annales de la Société Historique et Archéologique du Gâtinais » (no 12), 1894, 27 p., 24 cm (OCLC 458234929, BNF 35693327, SUDOC 149376952, présentation en ligne, lire en ligne).
- [1895] « Deux Chanoines au XVIe siècle : mémoire lu à la séance du cinquantenaire de la Société archéologique de Sens, le 20 juin 1894 », dans Bulletin de la Société archéologique de Sens, Sens, Impr. de P. Duchemin (no 17), 1895, 203 p., in-8o (OCLC 458234923, BNF 34213470, SUDOC 228679907, présentation en ligne, lire en ligne), p. 105-121.
- [1896] La Prise de Montereau en 1420, Fontainebleau, impr. de M. Bourges / Hachette Livre, coll. « Annales de la Société historique et archéologique du Gâtinais  (ISSN 2015-7665), 1895 » (réimpr. 2017) (1re éd. 1896), 26 p., in-8o (ISBN 2-0145-2096-8, OCLC 458234956, BNF 34086098, SUDOC 228732980, présentation en ligne, lire en ligne sur Gallica), p. 5-19.
- [1897] « Les Trois églises du Boulay et leurs pierres tombales », dans Annales de la Société historique et archéologique du Gâtinais, t. 15, Fontainebleau, impr. de M. Bourges, 1897, 366 p., in-8o (OCLC 461385721, BNF 34093338, SUDOC 097481432, présentation en ligne, lire en ligne [PDF]), p. 97-113.

Éditeur scientifique
- [1902] Antoine Nicolas Duchesne, « Une tournée en Gâtinais (octobre 1773) », dans Annales de la Société historique et archéologique du Gâtinais, Fontainebleau, impr. de M. Bourges, 1902, 384 p., in-8o (OCLC 457278310, BNF 30364662, SUDOC 178044814, présentation en ligne, lire en ligne), p. 358-374.

En collaboration
- [1894] Henri Stein (Éd. scientifique), Pouillé de l'ancien diocèse de Sens, Paris / Meaux / Sens / Orléans, A. Picard / A. Le Blondel / P. Poulain-Rocher / H. Herluison / Hachette Livre (réimpr. 2018) (1re éd. 1894), VIII-407 p., 28 cm (ISBN 2-0199-6362-0, OCLC 491810729, BNF 34104983, SUDOC 085401560, présentation en ligne, lire en ligne sur Gallica).
- [1897] Henri Stein (Éd. scientifique) et Edmond Robin-Michel (1935-) (Éd. scientifique), Inscriptions de l'ancien diocèse de Sens : I. Pouillé du diocèse, inscriptions de la ville et des faubourgs de Sens (1897) ; II. Inscriptions de la banlieue de Sens, des doyennés de Vanne, de Trainel et de Saint-Florentin (1900) ; III. Inscriptions des doyennés de Courtenay et de Marolles-sur-Seine (1902) et IV. Inscriptions des doyennés de Milly et du Gâtinais (1904), vol. 4, Paris, A. Picard et fils / Hachette Livre (réimpr. 2023) (1re éd. 1897), X-768 p., 29 cm (ISBN 2-3299-0191-7, OCLC 492102394, BNF 34096938, SUDOC 065412346, présentation en ligne), présentation en ligne : [tome I] , lire en ligne : tome II sur Gallica et compte-rendu sur Persée par Louis Régnier.
- [1901] Henri Stein, Essai de généalogie de la famille Des Barres (Brie, Gâtinais, Sénonais, Nivernais, Berri, Bourbonnais et Bourgogne), Fontainebleau, impr. de M. Bourges, 1901, 52 p., in-4° (OCLC 459042811, BNF 34210410, SUDOC 17804380X, présentation en ligne).

## Hommage
La municipalité de Montereau-Fault-Yonne a nommé une rue en l'honneur de l'historien régionaliste.